# بولشوي لوغ
بولشوي لوغ (بالروسية: Большой Лог) هي مدينة في مقاطعة روستوف أوبلاست في روسيا.